# Chevrolet Cavalier

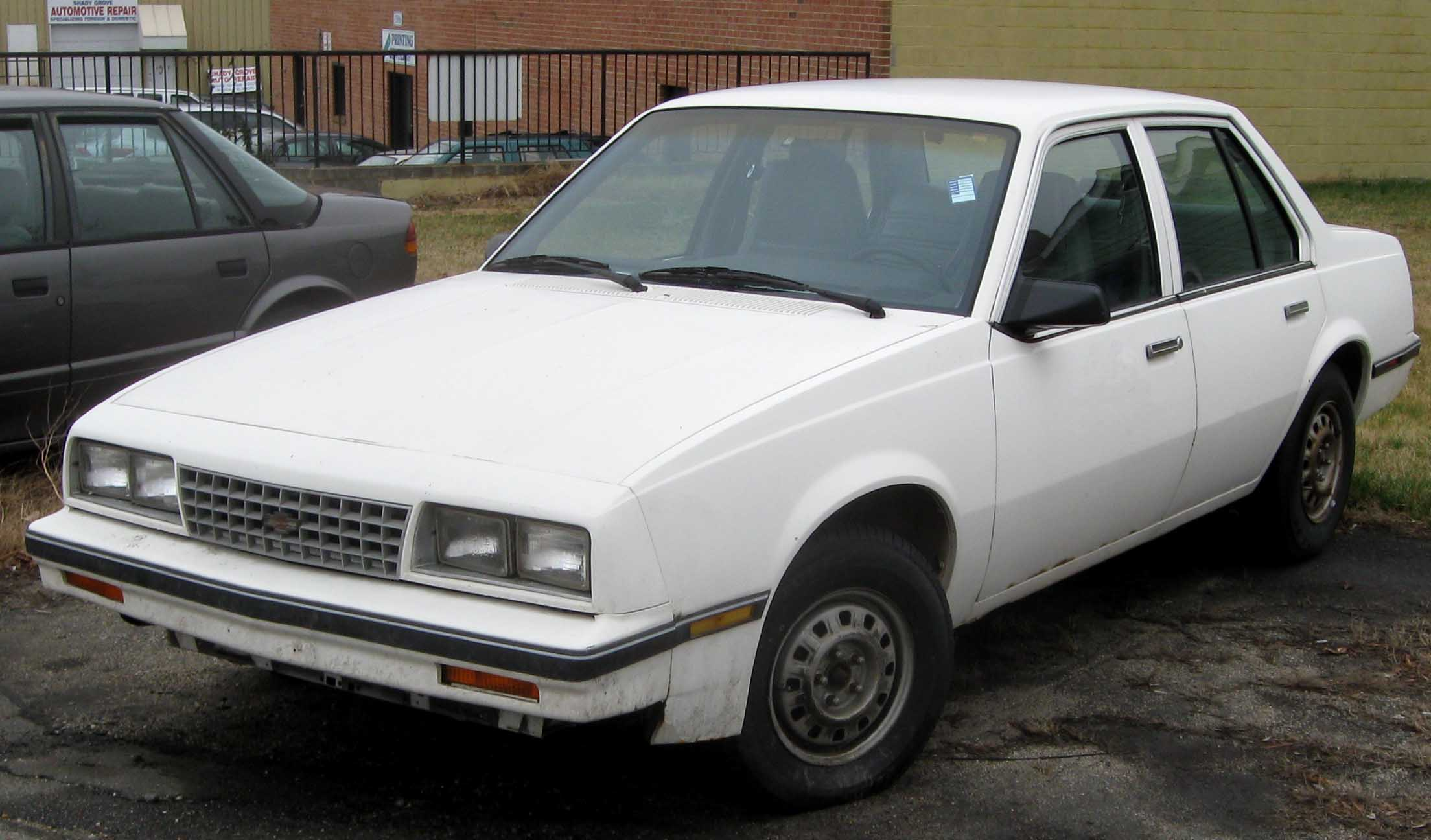
Chevrolet Cavalier 1ª Geração

O Cavalier foi um automóvel compacto da Chevrolet.

## Ligações externas

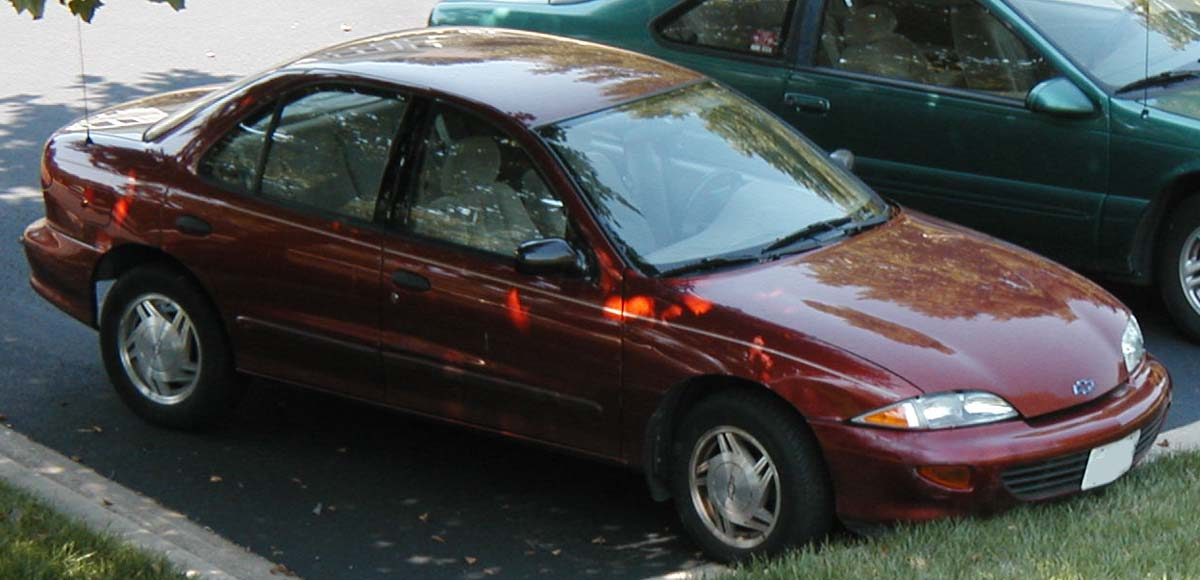
Chevrolet Cavalier 3ª Geração